# Letecký útok na Plzeň 17. dubna 1943
Letecký útok na Plzeň 17. dubna 1943 neboli Operace Frothblower byla operace britského Královského letectva (RAF) na jaře 1943, v průběhu druhé světové války. Při nočním náletu bombardérů RAF na západočeské město Plzeň měly být především poškozeny Škodovy závody. Šlo o několikátý neúspěšný pokus o bombardování významné zbrojovky, namísto továrny bylo mohutně poškozeno město Dobřany a přilehlé vsi.

## Pozadí
Plzeňské Škodovy závody, od začátku okupace součást koncernu strojíren Reichswerke Hermann Göring,:23 byly pro nacistické Německo velmi důležité, neboť byly jednou z největších zbrojních továren v Evropě. Právě z těchto důvodů se plzeňská Škodovka stala cílem číslo jedna britských a následně také amerických vzdušných útoků, neboť zničení Škodových závodů mělo výrazně omezit německé možnosti pokračovat ve válce. Německý zbrojní průmysl byl citelně zasažen během březnových a dubnových náletů na německé město Essen v roce 1943, kdy byly notně poškozeny Kruppovy závody. Následně byla řada pracovníků přesunuta do Škodovky, kde v dubnu dosáhli počtu 67 tisíc pracovníků.

### Předchozí útoky
V letech 1940 a 1941 se RAF několikrát pokusilo zaútočit na Plzeň,:5 nálety byly ale výjimečné, protože Plzeň byla v té době na samé hranici doletu britských bombardérů, tedy přibližně 1200 kilometrů. Nálety byly připraveny pro malé počty letadel, které neznamenaly pro rozsáhlý areál Škodovky zásadní hrozbu. Významným problémem dálkových nočních náletů byla přesnost navigace na cíle ve střední Evropě. Prakticky to znamenalo, že při provedených náletech na Plzeň v říjnu 1940 a říjnu 1941 shodila letadla pumy na jiné cíle.:5-9 Při bombardování 26. dubna 1942 se bombardéry poprvé dostaly na Plzeň, ale přes pomoc československých parašutistů se nepodařilo továrnu zasáhnout. Opakovaný nálet 5. května 1942 byl také neúspěšný, když cíl nebyl zasažen. Útoky bombardérů komplikovala také plzeňská protivzdušná obrana zajišťovaná Flak-Untergruppe Pilsen západní Čechy s několika kanóny Flak 88.:5–7

### Nové bombardéry a taktika
Na přelomu let 1942 a 1943 zařadilo RAF do své výbavy další typy letounů. Jednalo se o čtyřmotorové bombardéry Avro 683 Lancaster a Handley Page Halifax vyvinuté podle stejné specifikace. Jejich technické parametry umožnily provádět letecké útoky ve skupinách o větším počtu letadel. Zároveň šlo o letadla s větším doletem na 2650 až 4000 kilometrů. Letouny měly též pokročilou komunikační výbavu a lepší obrannou výzbroj posádky obsahující např. 10 kulometů Browning ráže 7,7 milimetrů v motoricky ovládaných věžích.:7–8 K náletům letadla startovala s několika tunami pum a více než 7500 litry paliva – bývala tak přetížená, že dalo práci je odlepit od země.
V únoru 1942 se velitelem bombardovacích operací stal Arthur Harris), který se přiklonil k odlišné strategii bombardování. Od četných náletů malých skupin letounů na řadu cílů se posunul k soustředěným útokům stovek bombardérů na jeden či několik málo cílů. Proud několika set bombardérů cestou k cíli lépe odolával obraně nepřítele a útok letounů byl pro cíl zničující. Memorandum z října 1942 stanovilo, že na územích okupovaných Německem útočí RAF výhradně na vojenské cíle a předchází zbytečným ztrátám civilního obyvatelstva, ale toto omezení neplatilo na územích států Osy. Zlepšovalo se také navádění na cíl s využitím nově vyvinutého systému Oboe a palubního radiolokátoru H2S, který byl schopen přibližně zobrazovat podobu terénu. V souvislosti s tím došlo na jaře k další úpravě taktiky pro noční nálety: Letadla letící na špici formace navigovala s využitím palubních radarů směrem k cíli. Ten následně označila pomocí světlic a iluminačních fosforových bomb různých barev a předávala zbylým letadlům ve formaci pokyny pro zahájení bombardování. Značkování cílů prováděla pro tento účel sestavená elitní peruť RAF Pathfinders Force.

## Letecký útok
Letecký útok na Plzeň proběhl v noci z 16. na 17. dubna 1943 a byl součástí letecké bitvy o Porúří, která probíhala od března do července 1943.:23 Název operace Frothblower, česky „sfoukávač pěny“, byl zvolen s ohledem na pivovarskou historii Plzně. Vrchní velitel bombardovacího letectva maršál Arthur Harris vyslal nad Plzeň 327 letounů,:8 konkrétně 197 Lancasterů a 130 Halifaxů.:389 O stejné noci startovalo 271 letadel k útoku na továrny v Mannheimu a jeho okolí. Téměř 600 letadel mířících nad Evropu bylo v té době jedním z největších sestavených bombardovacích svazů v historii vůbec.
Posádky letadel patřily ke zkušeným jednotkám a také taktika náletu s využitím navigátorů byla již zavedena a vyzkoušena. Proud bombardérů nemířil z Anglie přímo na Plzeň, aby německá armáda nemohla snadno odhadnout cíl náletu. Letci mířili k určenému bodu u městečka Crèvecœur-le-Grand severně od francouzského města Beauvais, kde se stočili k východu. Po přeletu Francie prolétali severně od Saarbrückenu směrem k dolnobavorskému Straubingu. Letci Pathfinder Force u něj shodili žluté signální pumy, aby navigátoři mohli spočítat trasu do cíle. Z Plzně se vraceli přes německý Darmstadt a lucemburskou vesnici Rambrouch k městečku Crèvecœur-le-Grand, odkud sledovali příletovou trasu (předepsaná trasa posádky Halifaxu W7873 na mapě).
Zatímco běžně bombardéry létaly ve výšce 4,5 až 6 kilometrů, při této operaci byla zopakována taktika z náletu na Stuttgart: letadla měla po vzletu vystoupat do výšky 4 až 4,5 kilometru nad pobřežním Dungeness, aby následně při ztrátě výšky nabírala rychlost pro kratší přelet nad nepřátelským pobřežím. Nad kontinentem měla letadla udržovat nízkou výšku nepřesahující 600 metrů a teprve na určeném místě rychle vystoupat do bombardovací výšky 2,7 km. Při přeletu nepřátelského území za jasné noci bez mraků se svaz bombardérů setkal se značně aktivními nočními lovci, mezi městy jej ostřelovaly lehké flaky, nad městy těžké flaky. Řada letadel byla sestřelena již při přeletu k Plzni, nad kterou se dostalo jen 291 letadel.
Při vyhlášení leteckého poplachu v Plzni v 1.09 přilétala od Řezna první letadla, která měla označit cíl. Po útoku protivzdušné obrany a v záři světlometů shodila letadla značky jihozápadně až západně od města, dříve než dosáhla Plzně. Pumy dopadaly v pruhu od Křimic přes Novou Ves až k Dobřanům (přejmenovaným za války na Wiesengrund), které již ležely v odtrženém území tzv. Sudet.:349:23 Přes úplněk došlo k záměně cíle: letci od 83. perutě z Pathfinder Force si spletli plzeňskou zbrojovku s jižněji ležícím areálem psychiatrického ústavu v Dobřanech a označili tento civilní objekt jako cíl bombardování. Rozsáhlý areál léčebny s budovami, komíny a cestami ležící na desítkách hektarů připomínal podle historika Karla Fouda továrnu. Dalším cílem se stala kasárna s výcvikovým střediskem wehrmachtu vzdálená 1 km od léčebny.:23 Pouze 6 posádek se vrátilo s fotografiemi bombardování oblasti do 3 mílí od továrny. Letecký poplach skončil v 3.08 a bombardéry do té doby shodily trhaviny o celkové hmotnosti 617 tun.:349 Konec leteckého poplachu neznamenal konec nebezpečí – podle radčického kronikáře Josefa Soukupa časové bomby vybuchovaly ještě v úterý 19. dubna.:9
Na českém území šlo o první bombardování obcí, které nebyly strategicky významné pro vedení války a ve kterých nenacházel žádný význačný podnik.
Nálet byl zcela neúspěšný. Záměna cíle zůstala nevysvětlena, připisována je kombinaci navigační chyby při přeletu nad Německem, podobnosti orientačních bodů i areálu léčebny s továrnou, silné reakce protiletecké obrany Plzně:23 a snad svedení svazu letadel poškozeným Lancasterem R5622 hledajícím na jih od Plzně plochu pro nouzové přistání.

### Zúčastněné jednotky
Náletu se zúčastnily britské perutě RAF, konkrétně 10., 35., 49.–51., 61., 76.–78., 83., 100., 102., 103., 156. a 158. peruť. Další zapojené perutě, 408., 419., 460. a 467., byly perutě Royal Canadian Air Force, Royal Australian Air Force a Royal New Zealand Air Force spadající pod velení RAF.:9

## Následky a škody náletu
Neúspěšný nálet však způsobil velké škody na civilních objektech a řadu obětí: zemřelo více než 250 civilistů, na 1100 lidí přišlo o střechu nad hlavou, zcela zničeno bylo 23 obytných budov, vyhořelo na 80 hospodářských stavení.:9 Denní tisk však o náletu mlčel až do 24. dubna kvůli narozeninám Adolfa Hitlera.:350
Chybný útok britských bombardérů využily německé úřady pro protispojeneckou propagandu a o útoku natočily dokumentární film.

### RAF
Britské letectvo nejprve netušilo, že bombardovalo nesprávný cíl, a ministerstvo letectví vydalo téhož dne zprávu o zničení Škodových závodů s citací jednoho z letců o obří hořící ploše, ve kterou se proměnil rozsáhlý areál továrny. Po zjištění skutečnosti přišlo rozčarování.
Pro britské letectvo se stal nálet naprostým neúspěchem i pro ztrátu 36 letounů, z toho 18 Lancasterů a 18 Halifaxů, včetně většiny jejich posádek:9 (v některých zdrojích je uváděno 38 ztracených letounů). Nálet byl naplánován na noc v úplňku, aby měsíční svit umožnil lepší navedení na cíl a zabránil útokům nočních lovců. Místo toho měsíc německým stíhačům usnadnil útoky na bombardéry. Počet sestřelených letadel znamenal pro Velitelství bombardérů dosud nejhorší ztráty za jedinou noc.
Zahynulo 199 členů posádek a 52 vojáků se stalo válečnými zajatci. Třinácti vojákům se po sestřelení nad nepřátelským územím podařilo dostat zpět do Británie. Cesta však byla náročná a zdlouhavá, např. po sestřelu Halifaxu HR663 u francouzsko-belgické hranice se pilot Wallace Lashbrook, velitel 102. perutě, do Británie vrátil po 66 dnech, když se předtím skrýval a putoval přes Francii, Španělsko a Gibraltar.

#### Sestřelený Lancaster R5622
Lancaster s registrací OL-C (R5622) patřil k 83. peruti RAF, která měla za úkol označit a osvětlit cíl. Sedmičlenná posádka odstartovala na svou dvanáctou akci a svůj poslední let z letiště Wyton v Cambridgeshire. Posádku tvořilo pět britských vojáků a dva Kanaďané ve věku 22 až 29 let. Kromě pilota letadla, poručíka Franka C. Miltona, to byl nadporučík N. M. McLellan na pozici druhého pilota a navigátor, kapitán W. B. Wells na pozici navigátora, rotný R. Beaven na pozici palubního mechanika, četař A. Podolsky na pozici střelce-operátora a rotný J. Rodgers a četař M. Kleinhorn na pozicích střelců.
Nad Plzní, nejspíše nad borským letištěm, byl Lancaster zasažen palbou jedné lehké a dvou těžkých jednotek Flak-Untergruppe Pilsen. Pravděpodobně ve snaze o nouzové přistání se letoun dostal k Dobřanům, v jejichž blízkosti začal v široké spirále klesat k zemi. Při nouzovém přistání nejspíše vybouchlo palivo v křídle, to se utrhlo a na něm zavěšená dvojice motorů dopadla na dobřanské náměstí. Již neřiditelné letadlo minulo domy a zřítilo se poblíž dobřanského nádraží. Let zasaženého Lancasteru na jih možná zmátl ostatní piloty a přispěl k záměně cíle s léčebnou.
Celá posádka při pádu zahynula. Letci byli pohřbeni v Dobřanech u hřbitovní zdi vedle veřejných záchodků, po válce byla posádka exhumována a pochována v britském vojenském sektoru pražských Olšanských hřbitovů. Šlo o první sestřelené spojenecké letadlo a první zemřelé spojenecké vojáky na českém území. Dobřanský Klub vojenské historie v roce 2021 znovu lokalizoval místo dopadu spojeneckého letounu a hodlá k němu v roce 2023 umístit informační desku.

#### Nejasnosti desítky let po válce
Osudy některých posádek a letadel z náletu zůstávaly nejasné i desítky let po skončení války. Jedním z bombardérů, které se z náletu nevrátily do Británie, byl Lancaster ED427 pilotovaný Alexandrem Bonem. Při návratu letadlo zasáhly flaky u Frankenthalu nedaleko Mannheimu. Letadlo se zřítilo do pole před Laumersheimem a zabořilo se až 5 metrů hluboko. Britské velitelství však osud letadla neznalo a označilo jej za pohřešovaný beze se stop, později předpokládalo zřícení při zpáteční cestě. V roce 1946 se vyšetřovatel Philip Laughton-Bramley dozvěděl o pádu hořícího čtyřmotorového letadla u Laumersheimu, které při dopadu vybuchlo. Posádka zahynula, protože Němci na místě dopadu našli jeden trup těla a další ostatky 6–7 mužů. Laughton-Bramleymu se podařilo vypátrat dva hroby neznámých britských letců na hřbitově v Mannheimu patřící k tomuto zřícení. Přestože P. Laughton-Bramley předal zprávu identifikující letadlo ED427, zpráva se nedostala k rodinám posádek a desítky let po válce nevěděli, kde a jak posádka zahynula. Zprávu objevil až Peter Cunliffe v roce 2006 při přípravě knihy A Shaky Do a předal ji německým archeologům. Těm se podařilo vypátrat přesné místo dopadu a v roce 2012 provedli vykopávky. Objevili zbytky Lancasteru i stovky zlomků lidských kostí posádky, které následně na místě pohřbili.

### Škodovy závody
Areál Škodových závodů, hlavní cíl náletu, nezaznamenal žádné oběti a téměř žádné škody.:9 Výjimkou byla rozbitá okna střešních světlíků od padajících úlomků střel protiletadlové obrany.:24 Hlášení závodních hasičů udává i jediné lehké zranění, když byl střepinou granátu poraněn učeň Pischow na bradě. V samotné továrně bylo možné dál vyrábět válečný arzenál pro Německo.:9:24 Pokud by byla továrna přesně zaměřena, byly by následky obdobné jako při náletu Američanů 25. dubna 1945.

### Dobřany
Kromě pacientů léčebny zahynulo 60 německých vojáků a 35 civilistů,:231 zraněno bylo několik set lidí. Na následky náletu v následujících dnech nejspíše zahynula část zraněných a pacientů léčebny. Ze 746 domů v Dobřanech jich po náletu zůstalo stát pouhých 200. O střechu nad hlavou přišlo 1100 lidí. Na hlavním náměstí od světelné bomby zcela vyhořela samostatně stojící barokně-empírová zvonice kostela svatého Mikuláše. Při požáru přišla o pět zvonů a o pseudobarokní cibulovou báň. Poničená byla také velká kasárna na jihovýchodním okraji města, např. v ní byla zničena jízdárna. Bombardování se nevyhnulo ani zemědělským pozemkům v okolí města, na pole a louky spadlo 201 bomb, čímž bylo přímo poškozeno 35 hektarů.
V psychiatrické léčebně zahynul velký počet pacientů, další byli zranění. Nejčastěji se uvádí 100 zemřelých pacientů léčebny, ale Herwig Baier uvádí, že z více než 3000 pacientů při náletu zemřelo 311 pacientů a dalších 704 pacientů bylo těžce zraněno. Některé budovy nemocnice byly zcela zničené jako např. administrativní budova a oddělení pro ženy, část dalších pavilonů byla značně poškozená. Fungování léčebny bylo naprosto paralyzováno, přežilí pacienti se museli evakuovat, příjem dalších pacientů byl zastaven. Pacienti byli dočasně ubytovaní ve věznici na Borech. 25. dubna bylo 300 pacientů německé národnosti, 150 mužů a 150 žen, transportováno do Psychiatrické léčebny Kosmonosy. Někteří těžce zranění pacienti při převozu zemřeli, další měli horečky či příznaky zhoršení tuberkulózy, oblečení pacientů bylo nedostatečné, byli bosí. Zdravotní dokumentace nebyla předána, identifikace jen prostřednictvím jmen napsaných inkoustem na zádech. Z 300 převezených pacientů 256 zemřelo, z toho 54 % podlehlo TBC. Dalších 300 pacientů bylo ještě v dubnu odvezeno do Psychiatrické nemocnice Bohnice.

### Nová Ves
Při bombardování byla zasažena i vesnice Nová Ves, která leží 3 kilometry severně od Dobřan v bombardovaném pásu. Jedna se shozených pum zasáhla rodinný dům občana Františka Macka a zničila jej do základů. Při jejím výbuch zahynulo včetně Mackových devět lidí. Částečně byl zasažen dům Františka Drbohlava, který při explozi zemřel s dcerou, ze sutin domu se podařilo zachránit jednu zraněnou osobu. Mnoho budov i pozemků bylo poškozeno a další dva obytné domy musely být pro míru jejich poškození strženy. Další bomby spadly do okolní krajiny a lesů. Rakve s oběťmi byly k poslednímu rozloučení vystaveny v katafalku u místní školy.

### Křimice
Na vesnici Křimice ležící západně od Plzně spadlo 5 bomb, dvě z nich poškodily domy.

### Chlumčany
Na katastrální území Chlumčan, které leží jihovýchodně od Dobřan a jen 1,5 km od léčebny, dopadlo 32 tříštivých leteckých pum. Bombardování se zástavbě vesnice vyhnulo, jedinou výjimkou byla velká zápalná puma, která spadla do stodoly Josefa Fořta v čp. 132, ale pro dopad do složené řezanky nevybuchla. Kuriozitou se stal fotbalový zápas o postup do III. třídy, který měla sehrát mužstva SK Chlumčany a SK Dolní Lukavice v neděli 18. dubna na chlumčanském hřišti. Při náletu jedna z pum dopadla na okraj hřiště a zanechala po sobě kráter. Členové klubu museli v následujícím týdnu kráter zavézt, aby bylo možné 25. dubna zápas na hřišti odehrát (zápas vyhráli).

### Ostatní
Kronikář Josef Soukup zaznamenal v Radčicích ležících severně od Škodovky poškozené střechy a rozbitá okna od tlakových vln způsobených dopadem několika bomb na louky poblíž jezu na Mži.:9
Stopy po náletu v podobě malých roklí jsou stále patrné v lese Dubovec mezi Chotěšovem, Zbůchem a Vodním Újezdem západně od Dobřan.

## Odstraňování následků
Pro obyvatele obcí v zasažené oblasti ve věku od 17 do 60 let byla vyhlášena pracovní povinnost, při které pod dozorem vojáků hledali nevybuchlé pumy. Vzhledem k nízké výšce letu při náletu bylo nalezeno velké množství trhavých i zápalných pum. Některé z pum byly časované a jejich výbuchy přestavovaly další nebezpečí v následujících dnech. Pracovní povinnost byla využita i pro zahazování kráterů.:9
Okamžitě po náletu se v Dobřanech rozběhly opravné akce, do kterých se výraznou měrou zapojila místní vojenská posádka a zdejší pořádkové oddíly. Vojenskou pomoc postiženým Dobřanům vyslala i samotná Plzeň. Důležité bylo zajistit zásobování potravinami, dostatek požárníků a pracovních sil a dozor na dodržování kázně a pořádku, resp. určit pořadí naléhavosti při odklízení škod. Pro pohřbení zemřelých bylo z Města Touškova přivezeno sto rakví, mrtví v rakvích byli do pohřbu uložení v kostele sv. Víta. Z Liberce, tehdejšího hlavního města Sudetské župy, přijelo 19. dubna na 80 sklenářů a 55 pokrývačů, o den později se přidalo 36 truhlářů. Při opravách pomáhali řemeslníci najatí z jiných měst, váleční zajatci a francouzští civilisté. Náklady na nevyhnutelné opravy dosáhly 10 miliónů říšských marek.
Na zvonici nebyla po požáru obnovena původní cibulovitá báň, zvonice byla v roce 1944 jen provizorně zastřešena stanovou střechou. V následujících letech byla zvonice nevhodně opravována.
Následky bombardování však v Dobřanech řešili i desítky let po náletu. Např. při opravě základní školy stavaři zaznamenali pohyby stropu v šatnách. Ocelové nosníky prošly při bombardování žárem, což mělo vliv na jejich mechanické vlastnosti, a bylo nezbytné je vyztužit. Zvonice farního kostela byla rozsáhle rekonstruována v roce 2000, kdy byla provizorní střecha nahrazena replikou původní báně. Ale ještě v roce 2017 bylo ve zvonici provizorní zavěšení zvonů z traverz, které v ní po náletu udělal oddíl Hitlerjugend.
V Nové Vsi se okamžitě po náletu začaly opravovat poškozené objekty, což trvalo až do roku 1944. Obyvatelé vsi po této zkušenosti začali s výstavbou protileteckých krytů.

## Churchillovy telegramy Stalinovi
Nálet byl předmětem dvou telegramů britského ministerského předsedy W. Churchilla sovětskému premiérovi J. V. Stalinovi. V prvním, který byl odeslán ještě v den náletu, pochvaloval nálety na města Spezia, Stuttgart, Mannheim a na Škodovy závody. Odvolával se na dobré první zprávy o náletu s výhradou, že dosud nedorazily fotografie z náletu. Nálet na Škodovku označil za mimořádně důležitý, neboť do ní byli přesunuti dělníci i zásadní úkoly z továrny v Essenu. V druhém telegramu z 2. května uvedl, že při náletu nebyly Škodovy závody zasaženy s žádnou velkou přesností, ale že tento cíl nebude zapomenut.

## Komentář Jana Masaryka
Nálet a jeho neslavné výsledky zmínil ve svém pravidelné promluvě na rozhlasových vlnách i Jan Masaryk, představitel československého exilového vedení v Londýně. V relaci vysílané 21. dubna 1943 pronesl: „Myslím na vás, Škodováci. Vím, jak jste si návštěvu britských letců přáli. Nebyla poslední. Věčná vděčná paměť těm, kteří v Plzni dali své životy za vítězství spravedlivé věci.“

## Připomínka padlých
Památku obětí všech válečných konfliktů včetně obětí náletu a posádky sestřeleného Lancasteru od května 2015 připomíná pomník Slza války sochaře Václava Fialy. Pomník z leštěné žuly ve tvaru třímetrové slzy je umístěn u paty věže zvonice na náměstí T. G. Masaryka v Dobřanech.
Mezi sestřelenými letadly byla i letadla s kanadskými posádkami. Rada zeměpisných názvů Kanady (Geographical Names Board of Canada) přejmenovala vybraná místa v Kanadě na památku vojáků, kteří ve službách Kanadě položili život. Např. podle posádky Halifaxu II JB854 EQ-D ze 408. perutě jsou pojmenovaná jezera jako Hemingovo jezero, Birchallovo jezero, Zaleschukovo jezero, Jorgensenovo jezero či Archieho jezero.